# Сватівський парк
Сва́тівський парк — парк-пам'ятка садово-паркового мистецтва місцевого значення в Україні. Розташована у Сватівському районі Луганської області, при східній околиці селища Сосновий. 
Площа 16 га. Оголошена рішенням виконкому Луганської обласної ради народних депутатів № 72 від 4.02.1969 р. (в. ч.), рішенням виконкому Ворошиловградської обласної ради № 251 від 1.08.1972 р. (в. ч.), рішенням виконкому Ворошиловградської обласної ради народних депутатів № 247 від 28.06.1984 р. Перебуває у віданні: Сватівська психоневрологічна лікарня, м. Сватове. 
Парк являє собою посадки сосни звичайної на крейдяних відслоненнях правого берега р. Красної, які утворені у 1912-1914 роках. На сьогоднішні на території парку залишилось 243 сосни, заввишки близько 12 м та діаметром стовбурів 15-20 см. На площі 16 га крім сосни проростають дуб звичайний, акація біла, в'яз гладкий, ясен високий, клен ясенелистий, шипшина собача, терен степовий. У міжряддях добре розвинута природна лучно-степова рослинність. Із трав'янистих рослин трапляються костриця борозниста, суниця, шавлія поникла, деревій звичайний, перстач сріблястий та перстач тіньовий, подорожник середній, види чебрецю, молочай донський тощо.
У 2010 році увійшов до складу заказник загально зоологічний місцевого значення «Терни».